# Thomas Osman
Thomas Osman OFMCap (* 25. Mai 1950 in Lemuna, Eritrea) ist eritreisch-katholischer Bischof von Barentu in Eritrea.

## Leben
Thomas Osman wurde am 10. Juli 1977 zum Ordenspriester der Kapuziner geweiht. Seine Ernennung zum Bischof von Barentu erfolgte am 4. Oktober 2001. Bischof  Zekarias Yohannes von Asmara sowie der emeritierte  Bischof Luca Milesi OFMCap (Amtsvorgänger in Barentu)  und Bischof Tesfamariam Bedho von Keren weihten Osman am 13. Januar 2002 zum Bischof. 
Bischof Osman war Mitkonsekrator bei Kidane Yebio zum Bischof von Keren. Gemeinsam mit seinen Amtbrüdern aus Eritrea (Asmara und Keren) war er Delegierter  auf der Sonderversammlung der Bischofssynode zum Nahen Osten (Oktober 2010).